# Ji-In Cho

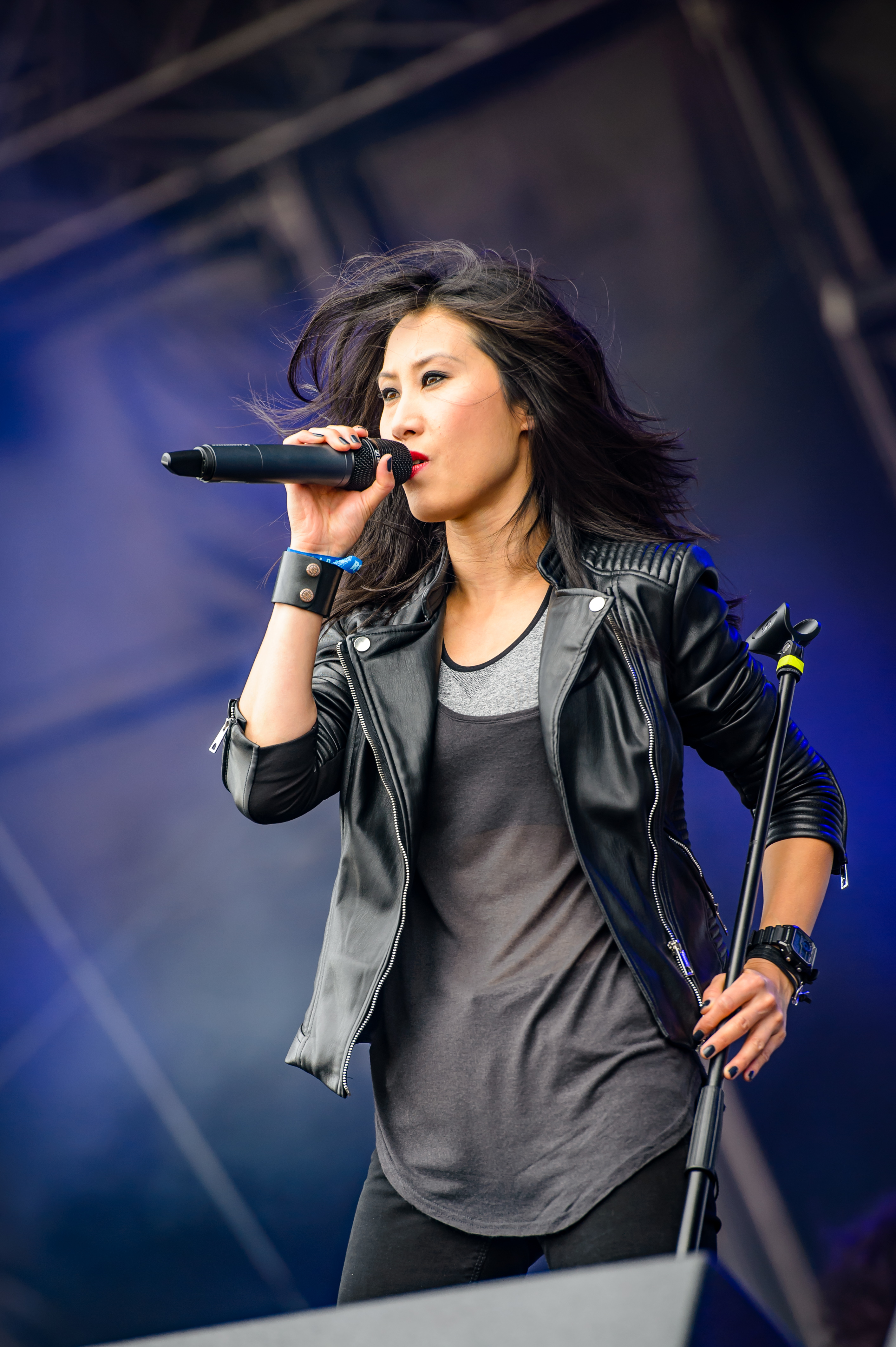
Ji-In Cho beim Rockharz Open Air 2016

Ji-In Cho (* 30. Dezember 1976 in Leverkusen) ist eine deutsche Musikerin koreanischer Abstammung. Bekannt wurde sie als Sängerin der Metal-Band Krypteria sowie der Pop-Band Become One, die das Ergebnis der Casting-Show Fame Academy war.

## Leben
Mit sechs Jahren begann Ji-In Cho mit Klavierunterricht. Später studierte sie evangelische Theologie an der Universität zu Köln und bestand das Staatsexamen. Daran schloss sich ein Studium der Musik an der Hochschule für Musik Köln in den Fachrichtungen Klavier und Gesang an. Von 1999 bis 2003 war sie Mitglied der Cover-Band Jokebox.
Im Jahr 2000 nahm sie ohne Erfolg an der ersten Staffel der Casting-Show Popstars teil. 2003 nahm sie an der Casting-Show Fame Academy teil. Für diese Show nahm sie das Alanis-Morissette-Cover Ironic auf. Mit fünf weiteren Gewinnern war sie infolgedessen Mitglied der Gruppe Become One. Nach zwei Singles und einem Album trennte sich die Band am 25. Juli 2004.
Bereits 2003 lernte Ji-In Cho den Gitarristen Christoph Siemons und den Schlagzeuger Michael „S.C.“ Kuschnerus vom Musical-Projekt Krypteria kennen, die zu dem Zeitpunkt für Fame Academy die Instrumental-Playbacks zur Show produzierten. Anfang 2005 gründeten sie zusammen mit den Bassisten Frank Stumvoll die Rock-Band Krypteria.

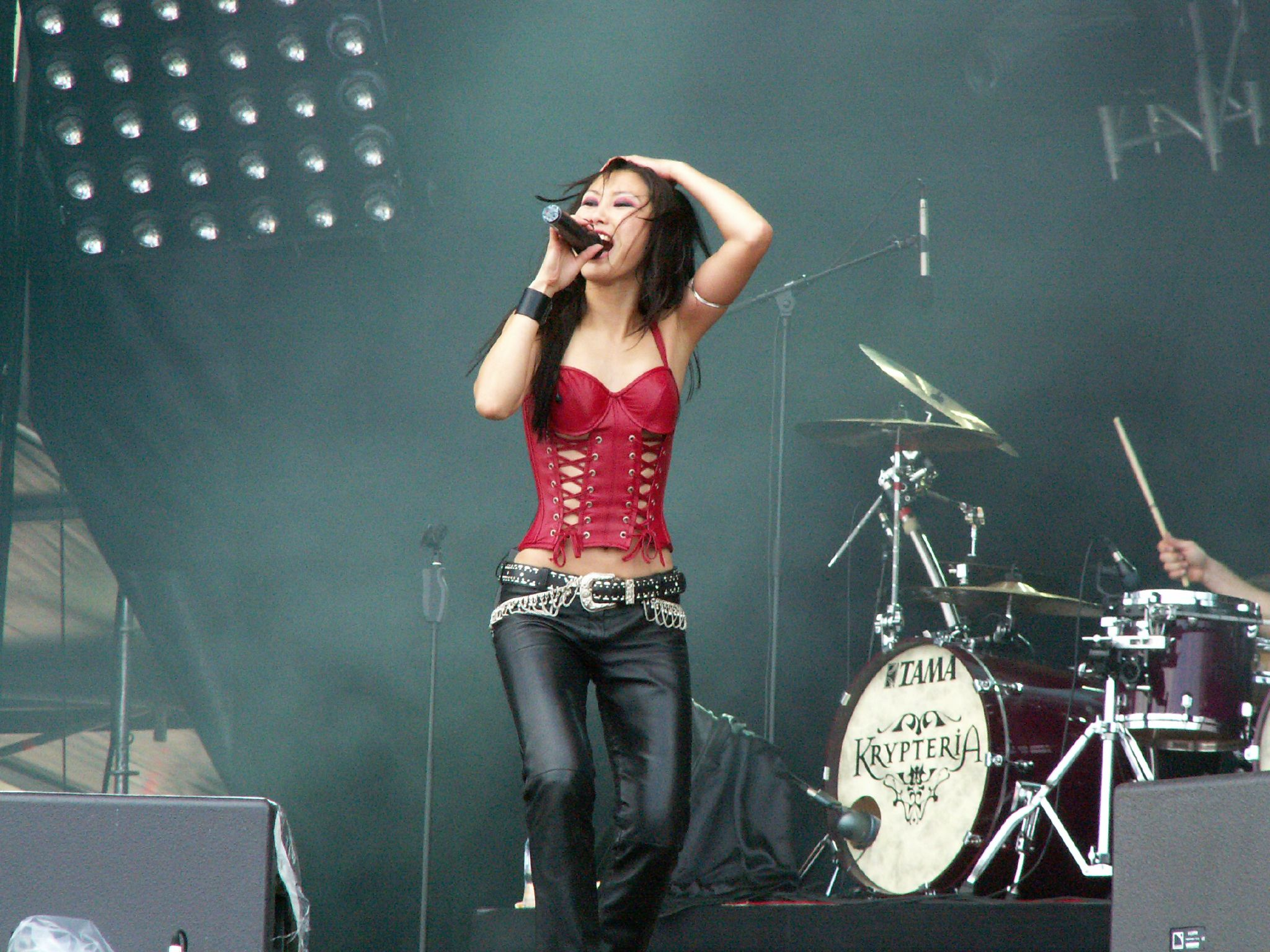
Ji-In Cho beim M’era Luna Festival 2007

2010 wurde Ji-In Cho von der koreanischen Newsweek zu den 50 bedeutendsten Koreanern im Ausland gezählt.
Im August 2012 legte Krypteria aufgrund der Schwangerschaft von Ji-In Cho eine Pause ein.
2016 gründete Ji-In Cho zusammen mit ihren Bandkollegen von Krypteria, dem Bassisten Frank Stumvoll, dem Schlagzeuger S.C. Kuschnerus und dem Gitarristen Olli Singer die Band And Then She Came, die am 24. Juni 2016 ihr gleichnamiges erstes Album veröffentlicht hat. Die Band beschreibt ihre Musik als „Modern Rock“.

## Diskografie

### Solo
- 2. Oktober 2003: Ironic (Single; Sony/BMG)

### MitBecome One
- 1. Dezember 2003: I Don’t Need Your Alibis (Single; Sony/BMG)
- 5. Januar 2004: 1 (Album; Sony/BMG)
- 8. März 2004: Come Clean (Single; Sony/BMG)

### MitKrypteria
- 25. Juli 2005: In Medias Res (Synergy/EMI)
- 4. August 2006: Evolution Principle (EP; Synergy/EMI)
- 18. Januar 2007: Bloodangel’s Cry (Synergy/EMI)
- 28. August 2009: My Fatal Kiss
- 22. April 2011: All Beauty Must Die (Liberatio)

### MitAnd Then She Came
- 24. Juni 2016: And Then She Came

### MitCorvus Corax
- 2017 Der Fluch des Drachen: Wild und frei